# Helvetica
Helvetica — це поширена рубана гарнітура, розроблена 1957 року швейцарським шрифтовиком Максом Мідінгером.

## Історія
Helvetica була розроблена 1957 року Максом Мідінґером з Едуардом Гофманом у Гаасовій словолитні, що в швейцарському містечку Мюнхенштайн. Гаасова словолитня спорядилася розробити нову рубану гарнітуру, яка б могла конкурувати з Akzidenz-Grotesk на швейцарському ринку. Названа спочатку Neue Haas Grotesk (Новий гротеск Гааса), вона була створена на основі Schelter-Grotesk. Метою нового дизайну було створення нейтральної гарнітури з чудовою ясністю, без власного тлумачення її форм, гарнітури, яку можна було б використовувати у широкому колі позначень.
Коли Linotype застосувала Neue Haas Grotesk, який ніколи не планувався бути повним асортиментом механічних чи гарячо-металевих гарнітур, дизайн гарнітури був перероблений. Після успіху гарнітури Univers, Артур Рітцель (нім. Arthur Ritzel) із Штемпеля (нім. Stempel) переконструював Neue Haas Grotesk у ширшу сім'ю.
1960 року німецька материнська компанія Гаасової словолитні змінила назву гарнітури на Helvetica — похідну від Confoederatio Helvetica, латинської назви Швейцарії, аби зробити її зручнішою для просування на міжнародний ринок.

## Варіації Helvetica

### Цифрові версії
Linotype поширює різноманітні версії гарнітури, включаючи ті, що мають тільки дроби (числа й відсотки), символи для мов Центральної Європи, кирилицю, грецький, єврейський та арабський алфавіти.
Кирилична версія була штатно розроблена у 1970-х рр. компанією D. Stempel AG, потім розкритикована та перероблена у 1992 р. під наглядом Йовіца Вельович (Jovica Veljović).
Helvetica Light (Світла Helvetica) була розроблена художнім директором цеху Штемпель Еріхом Шульц-Анкером (нім.: Erich Schultz-Anker) разом з Артуром Рітцелем.
Метью Картер (Matthew Carter) розробив Helvetica Greek (грецький варіант), Helvetica Compressed («стиснена», включаючи Helvetica Extra Compressed, Helvetica Ultra Compressed).

### Helvetica Textbook
Helvetica Textbook — це альтернативний дизайн гарнітури. Деякі символи, такі як 1, 4, 6, 9, I, J, a, f, j, q, μ і ¶ накреслені не так, як в оригінальній версії.

### Helvetica Inserat
Helvetica Inserat — це версія, розроблена у 1957 р. для застосування в індустрії реклами. Має подібні до Helvetica Black Condensed метрики, але дизайн надає ґліфам більш прямокутний вигляд, подібний до Impact та Haettenschweiler. Перетини із штрихами у $, ¢ замінені на несуцільну версію. 4 відкрита у вершині.
Символи кирилиці були додані у 1970-х у D. Stempel AG, потім розкритиковані та перероблені у 1992 р. з порадами Йовица Вельович (Jovica Veljović).

### Helvetica Compressed
Розроблені Мет'ю Картером (англ.: Matthew Carter) вузькі варіанти символів, що щільніші, ніж Helvetica Condensed. Гарнітура поділяє деякі елементи дизайну з Helvetica Inserat, але використовує закручений хвостик у Q, спрямовану донизу гілку у r, тильду в основі £.

### Helvetica Rounded (1978)
Helvetica Rounded — це версія, що має скруглені кінці штрихів. Були зроблені тільки напівжирний, напівжирний похилий, жирний, жирний похилий, напівжирний стиснений, напівжирний контурний шрифти. Останній не був випущений Linotype у цифровій формі.

## Подібні гарнітури

Порівняння характерних символів гарнітур Akzidenz-Grotesk, Folio, Helvetica та Univers 55.

Загальні версії Helvetica, розроблені різними постачальниками, включаючи Monotype Imaging (CG Triumvirate), ParaType (Pragmatica), Bitstream (Swiss 721).
Розроблена у 1982 р. гарнітура Arial Monotype, хоч і відрізняється від Helvetica невеликою кількістю деталей, має ідентичні розміри символів, і є нерозрізненна для більшості нефахівців. Великі літери C, G та R, разом з малими a, e, r та t можуть допомогти швидко розрізнити Arial від Helvetica. Відмінності включають:
- Штрихи Helvetica зрізані, як правило, горизонтально чи вертикально. Це особливо помітно у t, r та C. Arial застосовує скошені зрізи штрихів.
- G в Helvetica має добре визначену шпору; в Arial — ні.
- Хвостики ґліфів R і a різні.

Nimbus Sans, інша подібна гарнітура, що поєднує розроблені у 1940 р. (Nimbus Sans bold condensed, Nimbus Sans bold condensed (D)) та у 1946 р. (Nimbus Sans Black Condensed, Nimbus Sans Black Condensed (D)), виробляється цехом URW. Гарнітури Nimbus Sans L були випущені під Загальною Громадською Ліцензією GNU.
«Helv», пізніше знана як «MS Sans Serif» — це рубана гарнітура з багатьма ключовими характеристиками Helvetica, включаючи горизонтальні та вертикальні закінчення штрихів та однакові товщини штрихів у межах ґліфу.

## Застосування

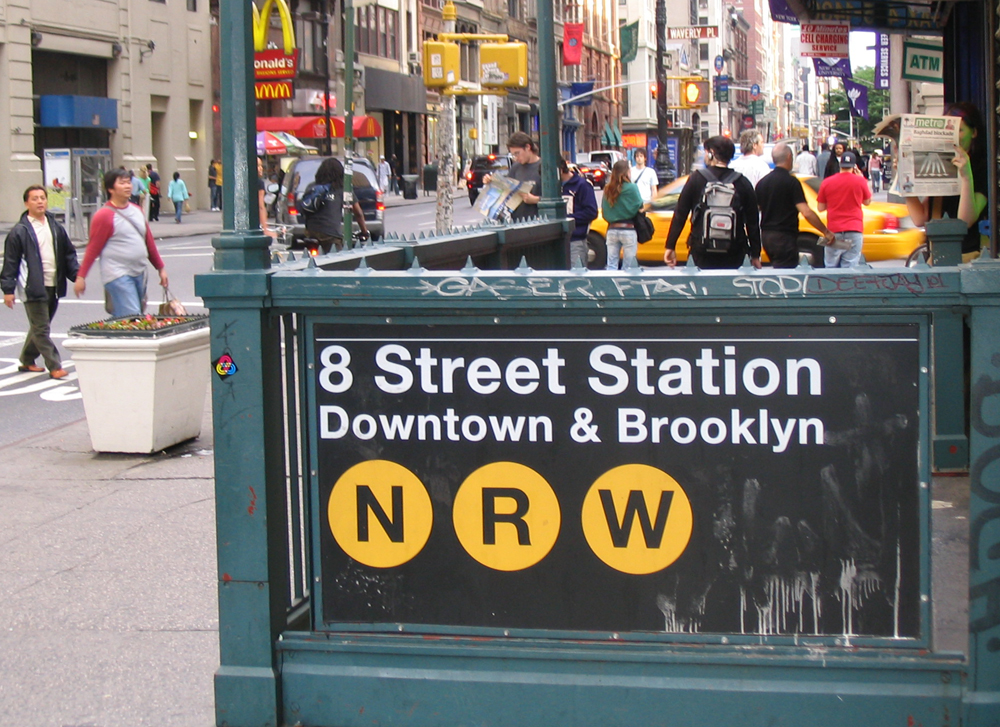
Helvetica в міському метрополітені Нью-Йорку

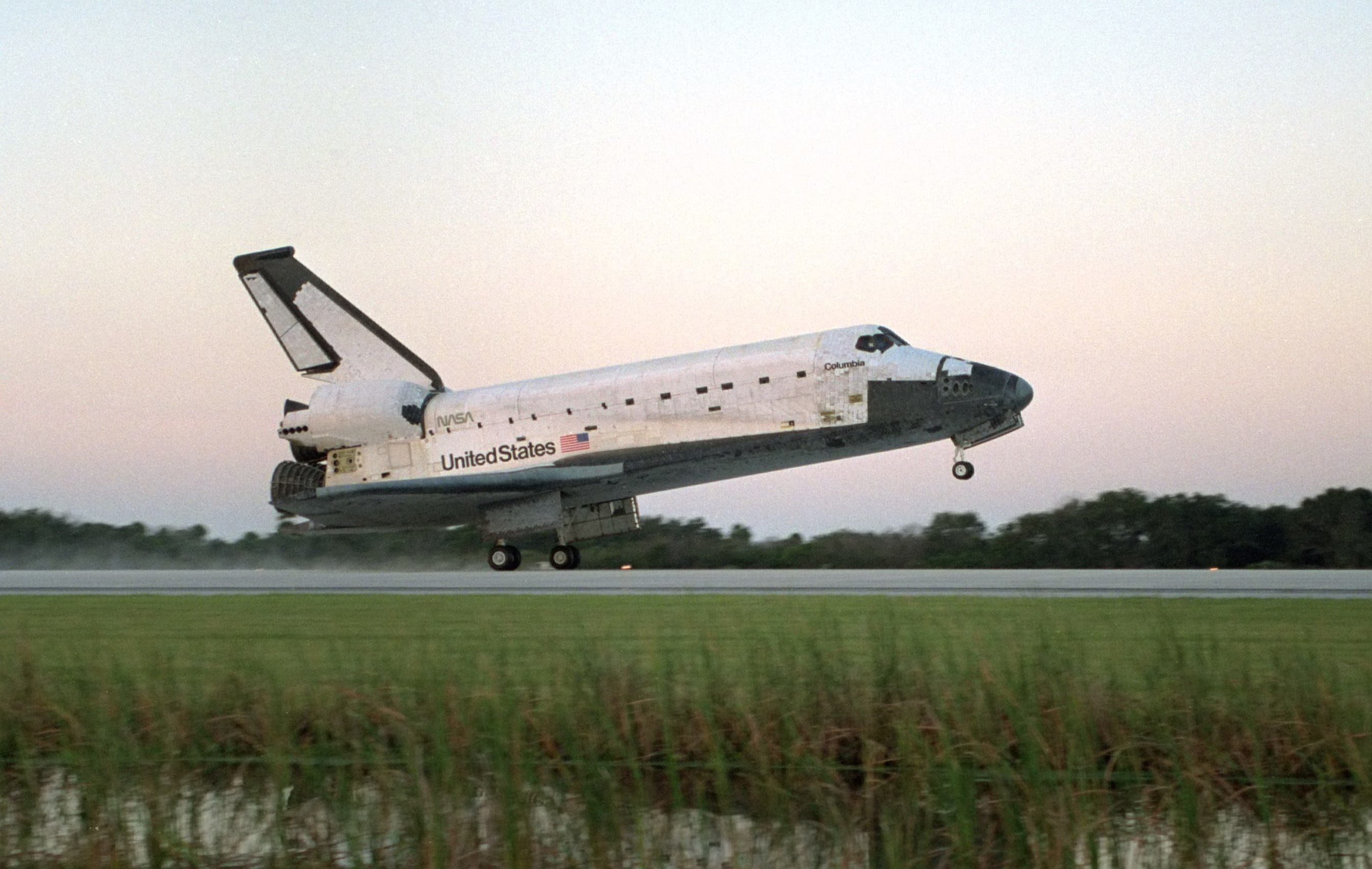
Гарнітура на Космічному човнику — це Helvetica

Helvetica — одна з найбільш вживаних рубаних гарнітур. Є версії для наступних алфавітів/систем: латиниця, кирилиця, єврейська, грецька, японська, корейська, хінді, урду, кхмерська та в'єтнамська. Розроблялися китайські форми, щоб доповнити Helvetica.
Helvetica є загально поширеним вибором для комерційних логотипів, таких як 3M, AT&T, Jeep, Lufthansa, American Airlines, Microsoft та BMW.
Helvetica широко використовується урядом США; наприклад, федеральні форми податку на доход набрані Helvetica, і NASA використовує гарнітуру на Космічному човнику. Helvetica також застосовується у системі рейтингу телебачення США. Керівництво міського метрополітену Нью-Йорку використовує Helvetica для багатьох позначок у підземці. Проте Helvetica не була вибрана офіційною гарнітурою для надписів (знаків) до 1989 р. Стандартним шрифтом від 1970 р. до 1989 р. був Medium Standard, подібний до Akzidenz Grotesk рубаний, як це було визначено підручником з графічних стандартів транспортного відомства Нью-Йорку. Транспортне відомство Чикаго використовує Helvetica на знаках для Чикаго ‘L’. Британська залізниця, колишній державний оператор залізничного сполучення, розробила свій власний шрифт, взявши за основу Helvetica. Він був узятий на озброєння також національною службою охорони здоров'я та британським відомством аеропортів.

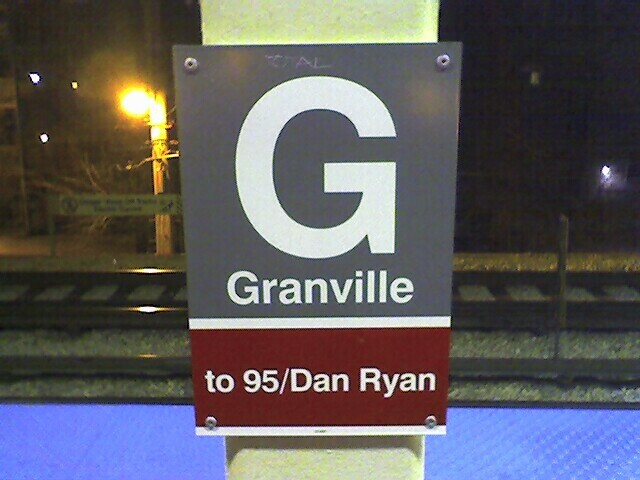
Helvetica використовується на знаках на Чикаго ‘L’

Федеральний уряд Канади використовує Helvetica як ідентифікаційну гарнітуру; три варіанти використовуються у федеральній програмі корпоративної ідентифікації. Її застосування заохочується у всіх федеральних агентствах та вебсторінках.
Логотип та графічний знак підземного метро у Мадриді — це Helvetica Regular («звичайна Helvetica») та Helvetica Neue («нова Helvetica»).
Серіал MTV Віслюк (дурень) використовує цю гарнітуру для лого та текстових вставок.
Український музичний-розважальний телеканал «М1» використовує шрифт для надписів та заголовків у графічному оформленні з 2001 до 2005 року, з 2006 до 2008 року та з 2010 до 2011 року. Також «ICTV» використовує шрифт для надписів та заголовків у графічному оформленні з 2005 до 2009 року та у логотипах з 2005 до 2015 року з маленької літери на помаранчевої зірки.
Orange використовує шрифт для надписів та заголовків у комунікаціях.

## Згадки у ЗМІ
У 2007 р. Linotype GmbH провела конкурс з плакатів «Helvetica тепер», щоб відзначити 50-ту річницю гарнітури. Переможці були оголошені у січневому випуску LinoLetter 2008 р.
У 2007 р. директор Гарі Гаствіт (англ. Gary Hustwit) випустив документальний фільм Helvetica, якраз до п'ятдесятої річниці гарнітури. У плівці дизайнер-графік Вім Крауел (англ. Wim Crouwel) сказав: «Helvetica стала справжнім кроком з гарнітур 19-го століття… Ми були вражені цим, тому що вона була більш нейтральною, а нейтральність — це було наше улюблене слово. Гарнітура має бути нейтральною. Вона не повинна мати змісту сама по собі. Значення має бути в змісті тексту, а не в гарнітурі.»
З квітня 2007 р. до березня 2008 р. Музей Сучасного Мистецтва в Нью-Йорку організував виставку з назвою «50-ти річчя Helvetica», яка відзначала багато застосувань шрифту.

## Нагороди
Helvetica визнана найкращою у німецькому списку FontShop «Найкращі шрифти всіх часів».

## Нотатки
1. 1 2  Helvetica (Documentary). 12 вересня 2007.
2. ↑  myfonts: Артур Рітцель. Архів оригіналу за 27 травня 2012. Процитовано 17 березня 2009. [Архівовано 2012-05-27 у Archive.is]
3. ↑  Adobe Fonts: Helvetica Cyrillic. Архів оригіналу за 27 квітня 2009. Процитовано 17 березня 2009.
4. ↑  Cees W. de Jong, Alston W. Purvis, Friedrich Friedl. Creative Type: A Sourcebook of Classic and Contemporary Letterforms. Thames & Hudson. [Архівовано 22 квітня 2009 у Wayback Machine.] ISBN 0-500-51229-9/ISBN 978-0-500-51229-6
5. ↑  magazine TYPO.18 December 2005 issue (PDF). Архів оригіналу (PDF) за 19 березня 2009. Процитовано 19 березня 2009.
6. ↑  How to Spot Arial [Архівовано 24 листопада 2005 у Wayback Machine.] at Mark Simonson Studio
7. ↑  Дизайн інформації федеральної програми ідентифікації. Treasury Board of Canada Secretariat. Архів оригіналу за 27 червня 2013. Процитовано 17 березня 2009.
8. ↑  Стаття про трюк «Нічна Мавпа», де стверджується, що Helvetica є звичною застосованою гарнітурою. Jackassworld.com. Архів оригіналу за 27 червня 2013. Процитовано 17 березня 2009. [Архівовано 2013-06-21 у Wayback Machine.]
9. ↑  BBC News — Helvetica у 50. Архів оригіналу за 27 червня 2013. Процитовано 20 лютого 2009.
10. ↑  Linotype Announces Helvetica NOW Poster Contest. Архів оригіналу за 18 вересня 2009. Процитовано 17 березня 2009.
11. ↑  Helvetica NOW Poster Contest. Архів оригіналу за 30 серпня 2008. Процитовано 17 березня 2009. [Архівовано 2008-08-30 у Wayback Machine.]
12. ↑  Виставки-2007: 50-ти річчя Helvetica. Музей Сучасного Мистецтва, Нью-Йорк. Архів оригіналу за 2 грудня 2008. Процитовано 16 листопада 2008.
13. ↑  До Гельветики й назад. Архів оригіналу за 26 квітня 2009. Процитовано 17 березня 2009.

## Зовнішні джерела
- Typophile Typowiki: Helvetica
- HELVETICA [Архівовано 18 березня 2009 у Wayback Machine.] site for Independent Lens on PBS
- linotype.com: Helvetica Typeface Family overview & related Information [Архівовано 15 грудня 2006 у Wayback Machine.]
- Helvetica documentary site
- Arial vs Helvetica [Архівовано 15 березня 2009 у Wayback Machine.]
- MoMA Exhibition (2007), 50 Years of Helvetica
- Helvetica at 50 [Архівовано 27 червня 2013 у WebCite] — BBC News article
- The Helvetica Hegemony: How an unassuming font took over the world [Архівовано 22 квітня 2009 у Wayback Machine.] — article in Slate, published May 25, 2007
- Helvetica: The little typeface that leaves a big mark — Herald Tribune article on the 50 years of Helvetica
- Photo of Helvetica wallpaper [Архівовано 21 лютого 2009 у Wayback Machine.]
- Alternatives to Helvetica [Архівовано 2 січня 2013 у Archive.is]
- Helvetica: Old and Neue [Архівовано 20 грудня 2008 у Wayback Machine.]